# Madonna col Bambino (Mantegna Bergamo)
La Madonna col Bambino è un dipinto tempera magra su tela di lino (43x31 cm) di Andrea Mantegna, databile al 1490-1500 circa e conservato nell'Accademia Carrara di Bergamo.

## Storia
La tela viene in genere datata tra il 1470 e il 1480, dopo il viaggio a Roma dell'artista, tramite confronti con altre opere simili, che hanno analogie tecniche e formali. In particolare si tratta dell'affioramento della tela sotto alcuni strati di colore particolarmente sottili, come si vede nelle zone più chiare. Il quadro, conservato nella pinacoteca dell'Accademia Carrara di Bergamo dal 1851, proviene dalla collezione dei conti Marenzi.

## Descrizione e stile
L'opera rientra in quel gruppo di Madonne col Bambino di piccolo formato di Mantegna, destinate alla devozione privata, come la Madonna col Bambino dormiente di Berlino, la Madonna Poldi Pezzoli o la Madonna Butler di New York. Rispetto a queste opere però la tela di Bergamo presenta alcune differenze concettuali: mentre tutte le altre rappresentazioni sono giocate su una contenuta e malinconica affettuosità, in questo caso madre e figlio appaiono più sereni, legati dai gesti naturali di mani e braccia.
Maria tiene il figlio in collo, vestita di un manto azzurro chiaro con riflessi cangianti che lo fanno assomigliare a un marmo screziato. Gesù Bambino la abbraccia teneramente e appoggia il piccolo viso a quello della madre, in un'intima unione familiare che deriva da schemi bizantini e donatelliani. La posa del Bambino è particolarmente dinamica, nello slancio verso la madre. Gesù indossa un braccialetto di corallo rosso, antichissimo simbolo apotropaico e prefigurazione della Passione per il suo colore rosso come il sangue, che è presente anche in altre opere di Mantegna e di altri artisti rinascimentali (Masaccio, Piero della Francesca...).
Anche in questo caso gli sguardi dei due non si incontrano, con la Vergine che appare pensosa, magari nell'atto di riflettere sulla tragica sorte futura del figlio.
Il dipinto fu eseguito con la tecnica detta tüchlein che conferisce all'opera un aspetto più fragile, molte opere eseguite con questa particolare tecnica furono danneggiate da quelli che venivano considerati restauri, contrariamente l'integrità della tela del Mantegna mantiene la sua volontà pittorica. La tela è realizzata da fibre di lino a densità di trama di ventitré fili per centimetro coperta di appretto (amido) avente la sola finalità di tenere legati i fili e non di preparazione alla pittura.  Si può supporre che la tela fu realizzata con il supporto di una tavoletta che poi lasciata per molto tempo unita al dipinto. Un lavoro simile il Mantegna l'aveva eseguito con l'Ecce Homo conservato nel Museo Jacquemart-André. 
Dai raggi infrarossi si evince che l'esecuzione fu veloce: fatta da stesure di colore diluite e veloci, senza stratificazioni successive di colore, anche se l'artista fece delle variazioni, sia alla mano della Madonna che al braccio e al dito del Bambino. Gli incarnati furono prima abbozzati con il bianco, il Mantegna curò molto questi particolari quasi ne volesse costruire anche lo scheletro. Tra i colori usò maggiormente il bianco di piombo, cinabro, giallo di piombo e stagno, blu di lapislazzuli, nero a base di carbonio. Usò anche una leggera pennellatura a tratti sottili e fini di oro in polvere, che si vede nel broccato del manto. Questo è stato realizzato senza ripetizione del motivo e a mano libera.